# هاردينفيل (ميزوري)
هاردينفيل (بالإنجليزية: Hardenville)‏ هي إحدى المجتمعات الفردية  (غير مصنفة) في ولاية ميزوري في الولايات المتحدة الأمريكية.